# Senigallia
Senigallia es un municipio de 44 023 habitantes de la provincia de Ancona, en la región de Marcas, Italia.

## Historia
Senigallia fue fundada en el año 284 a. C. tras la batalla de Sentino (alrededor del 295 a. C. ). Los romanos conquistaron Campania, Etruria, Umbría, el territorio del Galli Sénoni (Ager Gallicus) y la colonia de Sena Gallica, la actual Senigallia.

## Deportes
El 2 de junio de 1993, la 10.ª etapa del Giro de Italia de 1993, con cronómetro individual, terminó en Senigallia con la victoria del ciclista Miguel Induráin, a la postre vencedor final en la general.

## Demografía
| Gráfica de evolución demográfica de Senigallia entre 1861 y 2011 |
|                                                                  |
| Fuente ISTAT - elaboración gráfica de Wikipedia                  |

## Ciudades hermanadas
Senigallia mantiene un hermanamiento de ciudades con:
- Chester (Reino Unido)
- Lörrach (Alemania)
- Sens (Francia)